# Edgar Reinhardt
Edgar Reinhardt   (Mülheim del Ruhr, 21 de maig de 1914 - Pforzheim, 11 de gener de 1985) fou un jugador d'handbol alemany que va competir durant les dècades de 1930 i 1940.
El 1936 va prendre part en els Jocs Olímpics de Berlín, on guanyà la medalla d'or en la competició d'handbol. Amb el MTSA Leipzig guanyà la lliga alemanya de 1937 i 1938.
Reinhardt destacà en d'altres esports, com l'atletisme o el bàsquet. El 1944 es proclamà campió de Baviera de decatló i llançament de disc i mentre estudiava medicina a la Universitat de Heidelberg guanyà dues edicions de la lliga alemanya de bàsquet amb el Turnerbund Heidelberg.